# Cryptocala acadiensis
Cryptocala acadiensis är en fjärilsart som beskrevs av Bethune-Baker 1869?. Cryptocala acadiensis ingår i släktet Cryptocala och familjen nattflyn. Inga underarter finns listade i Catalogue of Life.